# Programme spatial italien

Logo de l'Agence spatiale italienne.

Le programme spatial italien regroupe l'ensemble des activités spatiales civiles ou militaires de l'Italie. L'Italie est en 2014 la troisième puissance spatiale européenne (hors Russie). Elle est fortement impliquée dans le développement du programme scientifique de l'Agence spatiale européenne, la réalisation des composants de la Station spatiale internationale et le développement du lanceur léger Vega.

## Historique

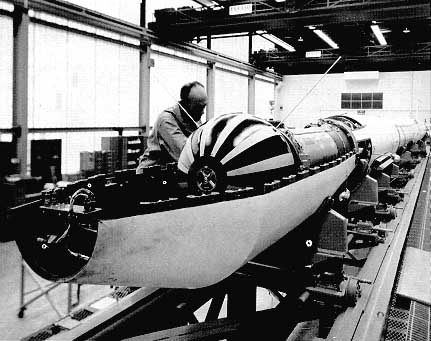
Le premier satellite italien San Marco 1 en cours d'installation sur son lanceur Scout (1964).

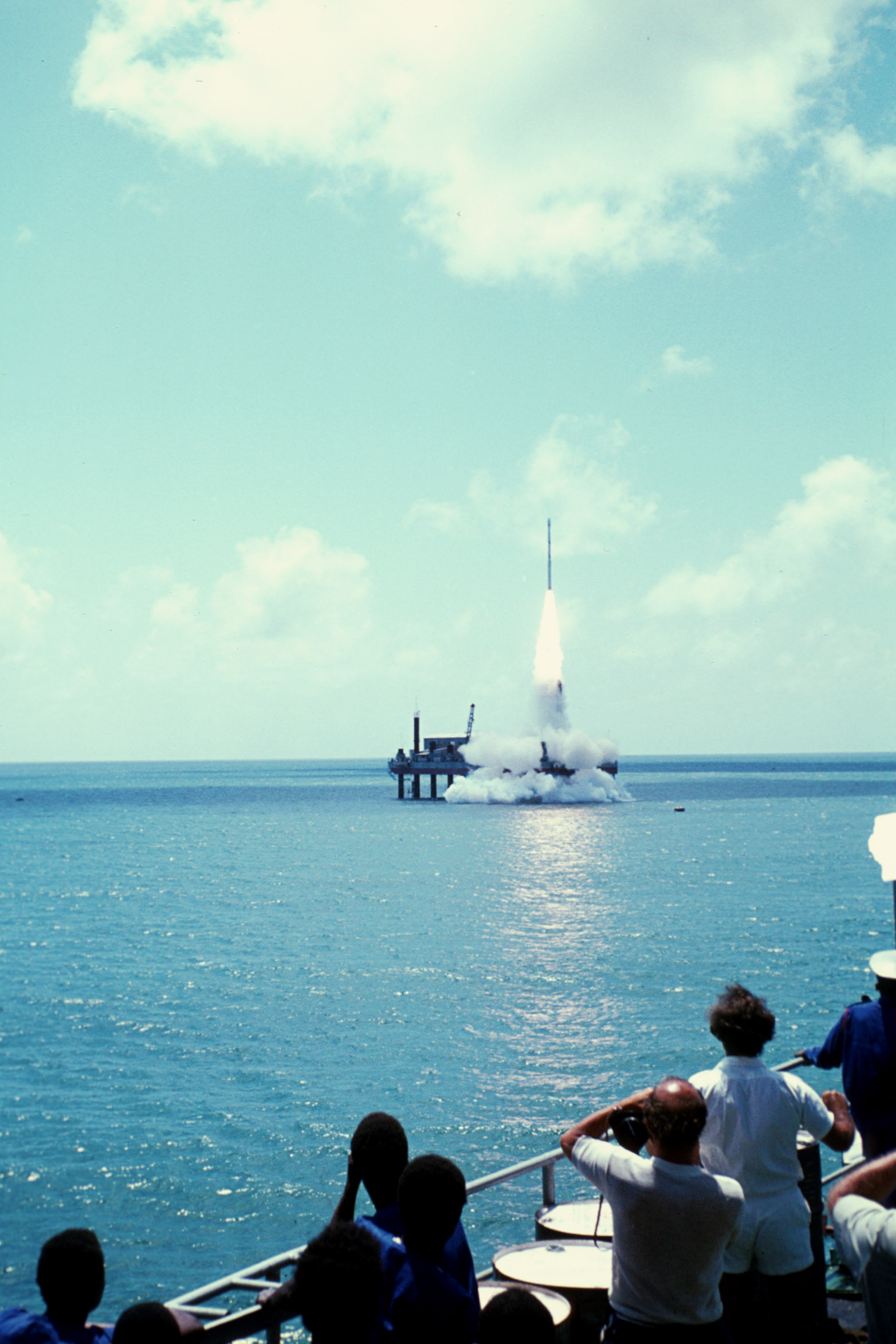
Lancement de Ariel V depuis la plateforme San Marco (1974).

### Le temps des fusées-sondes
Un programme de développement de fusées-sondes produites en Italie est mis sur pied à la suite du congrès de la Fédération internationale d'astronautique de 1958 à Amsterdam. Le développement est réalisé par la DGAM (Direzione Generali Armi e Munitioni) de l'Aeronautica Militare et la SISPRE (Societa Italiana Sviluppo Propulsione a Reazione), filiale de Fiat et Finmeccanica. Une série de 6 fusées sondes de type C-41 (en) d'un poids de 75 kg sont tirés avec succès en 1960. La suite des développements dans le domaine est financée par le Conseil National de la Recherche italienne. La DGAM prend contact avec la société BPD pour le développement d'une fusée-sonde météorologique à bas cout capable d'emporter une charge utile de 2 kg à 100 km d'altitude. Quinze exemplaires de la fusée 160-70 avec une capacité inférieure au cahier des charges (80 km d'altitude) sont lancés entre 1961 et 1963.
Luigi Broglio crée le polygone de test situé à Salto di Quirra en Sardaigne et mène des études sur la haute atmosphère à l'aide de fusées-sondes de conception américaine de type Nike-Cajun.

### Création des premières institutions spatiales (1959)
Les lancements des premiers satellites artificiels par l'Union soviétique et les États-Unis à la fin des années 1950 suscitent un grand intérêt dans la communauté scientifique. Le physicien italien Edoardo Amaldi persuade Broglio de se tourner vers les activités spatiales. Tous deux sont à l'origine de la création en 1959 de la Commissione per le Ricerche Spaziali (commission pour la recherche spatiale) au sein du  Consiglio Nazionale delle Ricerche (Conseil National pour le Recherche). Parallèlement le  Centro Ricerche Aerospaziali (Centre de recherche aérospatial) ou CRA est créé à l’Université de Rome pour le développement de satellites scientifiques.

### Le programme scientifique San Marco

#### La mise sur pied du programme San Marco (1961-1962)
Au sein de l’Université de Rome, l'ingénieur aérospatial Luigi Broglio propose que son pays développe des satellites scientifiques qui seraient mis en orbite par des fusées d'origine américaine depuis un site de lancement offshore créé par l'Italie.  Le 31 aout 1961, le gouvernement italien de Amintore Fanfani donne son accord au Programme San Marco d'une durée de 3 ans dont l'objectif est le lancement d'un satellite d'environ 100 kg. La base de lancement doit être installée au large des côtes de la Somalie (colonie italienne jusqu'en 1960) à faible distance de l'équateur. Le choix d'une latitude proche de l'équateur est motivé par le contexte scientifique : une orbite équatoriale semblait à l'époque préférable pour mesurer les interactions entre la haute atmosphère et l'activité du Soleil et effectuer des mesures fréquentes d'une région de l'espace donnée grâce à la faible inclinaison de l'orbite. Un protocole d’accord est signé le 31 mai 1962 avec la NASA pour la fourniture de lanceurs légers Scout et la formation de techniciens italiens à la construction de satellites, à l'assemblage du lanceur et aux opérations de lancement. Les satellites sont réalisés par le Centre de recherche aérospatial (CRA) de l'Université de Rome.

#### La création de la base de lancement San Marco (1963-1967)
Le programme San Marco se déroule en trois phases. Durant la première phase Broglio fait l'acquisition d'une plateforme de forage pétrolier auprès de la compagnie italienne ENI. Celle-ci est adaptée pour servir de pas de tir. Elle est baptisée Santa Rita et installée à quelques kilomètres des côtes du Kenya. Un navire, le Pegasus, ancré à 300 mètres de la plateforme, embarque les instruments permettant le contrôle de l'engin spatial ainsi que les stations de télémétrie. Un deuxième navire sert de base logistique et accueille les techniciens. Cette première installation est validée par une campagne de tirs de fusées sondes Nike-Apache en mars et avril 1964. La deuxième phase qui se déroule dans la base de la NASA de Wallops Island a pour objectif de parachever la formation des techniciens et des scientifiques italiens. Ceux-ci assurent l'assemblage puis le lancement depuis cette base du satellite italien San Marco 1 par une fusée Scout le 15 décembre 1964. Il s'agit du premier satellite italien mis en orbite. La troisième phase a pour objectif de valider le fonctionnement de la base de lancement. Celle-ci est complétée avec une deuxième plateforme, baptisée San Marco, qui est équipée pour pouvoir assembler et lancer des fusées Scout tandis que la plateforme Santa Rita est modifiée pour le contrôle et le suivi des tirs et servir de lieu d'hébergement pour le personnel. En avril 1967 l'assemblage du lanceur et du satellite débute et finalement, le 26 avril 1967, une fusée Scout, tirée depuis la plateforme, place en orbite le satellite San Marco 2.

#### Les activités de lancement (1968-1988)
L'activité spatiale de la base de lancement après une période d'intense activité va être frappée de plein fouet par la crise économique qui touche l'Italie au début des années 1970 mais également par le rôle croissant joué par la Navette spatiale américaine car Broglio comptait lancer depuis la nouvelle base des satellites scientifiques américains. Entre 1970 et 1975 la plateforme est utilisée pour lancer quatre satellites américains dont Uhuru (1970), le premier télescope spatial observant le rayonnement X, ainsi qu'un satellite anglais Ariel V. Enfin deux satellites italiens San Marco 3 et San Marco 4 sont lancés respectivement en 1971 et 1974. Trois séries de lancement de fusée-sonde Nike-Apache et Nike Tomahawk ont également lieu en 1971, 1972 et 1973. À partir de 1975, la base entre en sommeil car pratiquement tout le budget consacré aux activités spatiales nationales est absorbé par SIRIO un satellite de télécommunications expérimental. En 1980, la base est réactivée partiellement pour une campagne de tir de fusées-sondes (Arcas, Astrobee et Black Brant) à l'occasion d'une éclipse solaire. Le Piano Spaziale Nazionale (PSN) voté en octobre 1979 permet la construction d'un cinquième satellite   San Marco 5 qui est lancé le 25 mars 1988. C'est le dernier lancement effectué depuis la plateforme San Marco.
| Année | Italie  | France    | Allemagne | Royaume-Uni | États-Unis | Union Soviétique | Japon |
| ----- | ------- | --------- | --------- | ----------- | ---------- | ---------------- | ----- |
| 1963  | 2 (1)   | 36 (11)   | 3,6 (1)   | 15,7 (14)   | 5080       | 8400             | -     |
| 1964  | 9,1 (7) | 46,5 (16) | 28 (15)   | 28 (26)     | 6385       | 9300             | -     |
| 1965  | 11 (10) | 59 (22)   | 37 (21)   | 40 (38)     | 6502       | 10300            | -     |
| 1966  | 13 (11) | 66 (25)   | 42 (25)   | 62 (39)     | 6515       | 11200            | -     |
| 1967  | 21 (19) | 97 (29)   | 65 (32)   | 62 (33)     | 6515       | 11200            | -     |
| 1968  | 19 (17) | 118 (33)  | 78 (37)   | 43 (36)     | 6367       | 11700            | -     |
| 1969  | 20 (12) | 104 (30)  | 83 (33)   | 80 (33)     | 5846       | 11700            | -     |
| 1970  | 21 (8)  | 97 (33)   | 91 (38)   | 60 (13)     | 5225       | 11700            | 42    |
| 1971  | 25 (10) | 103 (36)  | 142 (44)  | 56 (17)     | 4525       | 11500            | 42    |
| 1972  | 17 (9)  | 136 (43)  | 139 (48)  | 51 (14)     | 4078       | 11100            | 71    |
| 1973  | 30 (15) | 157 (57)  | 160 (64)  | 48 (20)     | 4575       | 11100            | 110   |

### Le projet SIRIO (1968-1977)

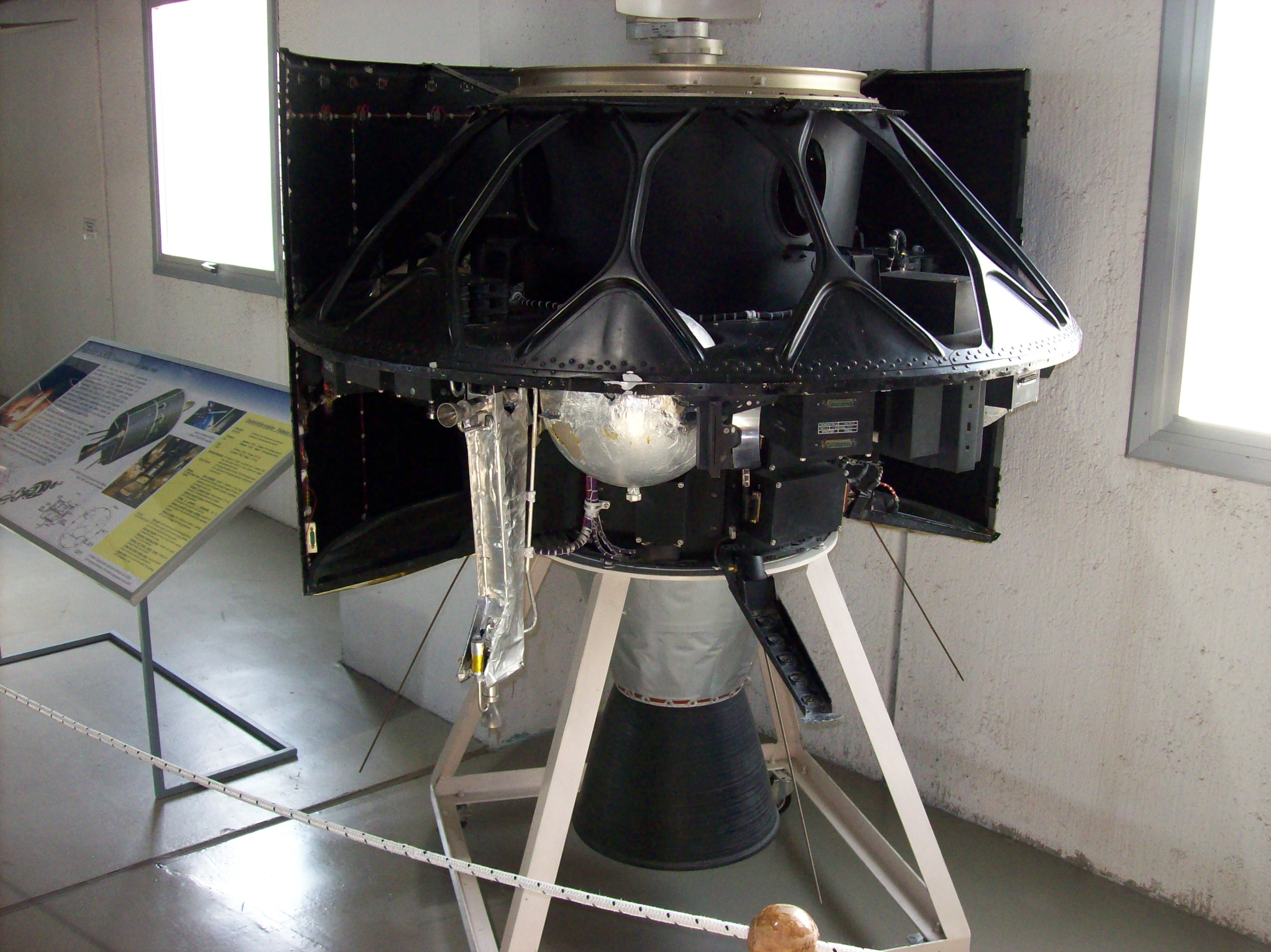
Maquette en coupe du satellite SIRIO.

Le programme San Marco est un succès mais ses objectifs scientifiques (l'étude de la haute atmosphère) sont considérés comme dépassés avant même son achèvement ; les autres puissances spatiales se tournent désormais vers l'astronomie spatiale des rayons X et gamma. On assiste par ailleurs au milieu des années 1960 à un décollage des applications spatiales dans le domaine des télécommunications. Pour contrer le contrôle que les États-Unis tentent d'exercer dans le domaine à travers Intelsat, les pays européens lancent deux projets de satellites de télécommunications expérimentaux. Il s'agit d'une part du satellite OTS de l'ESRO, l'ancêtre de l'Agence spatiale européenne, que doit placer en orbite le nouveau lanceur européen Europa. Des désaccords sur le stratégie spatiale européenne conduisent à la création en parallèle du programme franco-allemand Symphonie résultant de la fusion des projets français Saros et allemand Olympia. À la suite de l'abandon du premier projet de satellite l'Italie ne parvenant pas à trouver un accord avec les pays protagonistes décide en 1968 de développer son propre satellite de télécommunications SIRIO (Satellite Italiano per la Ricerca Industriale Operativa).
La gestation du projet SIRIO est difficile (près de 10 ans). L'Italie traverse à cette époque une crise économique aggravée par le choc pétrolier de 1973 et une grande instabilité politique et sociale (Autunno caldo). L'industrie spatiale italienne est en grande partie nationalisée (Montedison, Selenia, Snia Viscosa, CGE–Fiar) et peu efficace. La politique de la recherche scientifique est mal soutenue au sein du gouvernement et les relations entre industrie et recherche ne sont pas structurées. Entre 1969 et 1973 le CNR (Conseil National de la Recherche) crée de nouvelles organisations chargées du spatial qui remplacent temporairement l'IRS et le CRS ce qui contribue encore à ralentir le programme. Fin 1971 le Servizio Attività Spaziali (SAS) est finalement créé pour permettre au CNR de piloter le projet. Les premiers fonds sont débloqués en 1971 et les contrats passés avec l'industrie en 1974. Le cout cumulé du budget du projet atteint finalement 90 milliards de lires. Le satellite SIRIO est lancé depuis Cape Canaveral le 25 aout 1977. Le satellite restera opérationnel jusqu'au début des années 1990. Grâce aux investissements réalisés, l'Italie acquiert un savoir faire qu'elle utilisera pour développer l'antenne du satellite OTS et la réalisation de stations terrestres.
Durant le développement du projet SIRIO qui absorbe l'essentiel du budget spatial, seuls de petits projets voient le jour. Outre la réalisation des satellites San Marco 3 et San Marco 4, l'aéroport de Trapani-Milo est reconverti en 1975 pour le lancement de ballons stratosphériques. Ceux-ci vont jouer un rôle important notamment dans l'étude des émissions gamma.

### Création d'un programme spatial planifié et structuré (1979-1988)
Les programmes internationaux vont jouer un rôle de catalyseur pour la politique spatiale italienne. Dans les années 1970 la principale participation internationale de l'Italie est le développement du laboratoire spatial Spacelab de la Navette spatiale américaine. Ce laboratoire constitue la principale contribution de l'Agence spatiale européenne à ce programme américain. L'Italie est après l'Allemagne le pays européen le plus impliqué. Spacelab permet à l'industrie spatiale italienne de se restructurer et de réformer son management. Les deux sociétés qui participent au développement de Spacelab, Alitalia et Selenia, s'unissent à cette occasion pour donner naissance à Alenia Spazio qui devient le poids lourd de l'industrie spatiale italienne et qui va se distinguer en fournissant les modules pressurisés de la Station spatiale internationale.
Les réalisations italiennes se sont effectuées jusque-là sans plan d'ensemble ni structure de pilotage contrairement à ce qui s'est passé notamment en France et en Allemagne. En 1979 le gouvernement italien décide d'inscrire l'activité spatiale dans le cadre d'un plan élaboré tous les cinq ans par le Consiglio Nazionale delle Ricerche  (Conseil National de la Recherche).
Le premier plan spatial de 1979-1983, dont le budget est de 200 milliards de lires, est marqué par le démarrage de trois nouveaux programmes :
- La réalisation d'un moteur d'apogée baptisé Iris capable de placer 900 kg en orbite géostationnaire. Iris sera remplacé en 1986 par le projet de lanceur léger Vega qui doit constituer la version italienne du lanceur américain Scout.
- La réalisation d'un satellite expérimental captif Tethered en collaboration avec la NASA (1984)
- Le développement du satellite de télécommunications Italsat qui doit constituer le prolongement du programme SIRIO. Le premier satellite de cette série est lancé le 15 janvier 1991.

À côté des programmes purement nationaux ce budget finance des projets pilotés par l'Agence spatiale européenne qui absorbent entre 1981 et 1985 57 % du budget spatial italien avec notamment une participation majeure au développement du satellite de diffusion de chaînes de télévision : Olympus.
En 1982 le Ministero dell'Università e della Ricerca Scientifica e Tecnologica qui établit désormais le plan spatial demande qu'une structure soit créée pour en assurer l’exécution. Le gouvernement italien approuve en 1985 par décret la création d'une structure dédiée mais ce n'est qu'en 1988 qu'est créée l'Agence spatiale italienne (ASI). Cette organisation, qui emploie initialement 180 personnes, est chargée de mettre en œuvre le plan spatial national (Plano Spaziale Nazionale ou PSN) qui doit être auparavant approuvé par un comité interministériel chargé de la planification de l'économie (CIPE). Le premier directeur de l'agence est Carlo Buongiorno, un des principaux architectes du programme spatial italien, qui a travaillé sur les fusées-sondes au début des années 1960 puis participé au programme San Marco. La création de l'agence spatiale s'accompagne d'un doublement du budget spatial.

### Les années 1990 et 2000
Au milieu des années 1990, le gouvernement italien décide d'accroitre le budget consacré au spatial. Celui-ci atteint ainsi 483 millions € en 2001 dont les deux tiers constituent la participation de l'Italie aux programmes de l'Agence spatiale européenne et un tiers finance des programmes nationaux. L'Italie est désormais la troisième puissance spatiale de l'Europe occidentale.
Au début des années 1990 l'Italie propose dans le cadre du programme européen   le développement d'un lanceur léger optimisé pour placer des satellites scientifiques de 700 kg en orbite basse. L'Italie bénéficiait de l'expérience avec la réalisation des propulseurs d'appoint des fusées Ariane. Elle avait auparavant tenté de développer une version européenne de la fusée américaine Scout et proposer de réaliser un développement conjoint avec la Chine. Une nouvelle proposition avec un cahier des charges révisé (charge utile de 1500 kg placé sur une orbite de 800 km) est accepté en octobre 2000 par le conseil des ministres européens malgré l'hostilité de la France au projet. Le cout du développement est chiffré 128 M€ mais il atteindra finalement 710 m€ (plus 400 m€ pour le programme d'accompagnement VERTA). Le premier lancement de Vega dont l'Italie assure 58 % du budget a lieu le 13 février 2012.

## Les programmes nationaux et bilatéraux
Les projets spatiaux purement nationaux sont particulièrement peu nombreux pour plusieurs raisons :

### Satellites scientifiques
- le Programme San Marco (1964-1988) comporte cinq petits satellites chargés d'étudier les couches supérieurs de l'atmosphère. Tous les satellites sont lancés par des fusées Scout fournies par la NASA dont quatre depuis la plateforme San Marco créée pour le programme. San Marco 1, le premier satellite de la série, est également le premier satellite italien.
- LAGEOS-2 (Laser Geodynamics Satellite) est un satellite passif d'environ 400 kg utilisé  pour des mesures géodésiques.
- LARES (Laser Relativity Satellite) (2012) est un satellite passif utilisé pour vérifier la théorie de la relativité générale d'Einstein et mesurer le champ de gravité terrestre. C'est la première charge utile du lanceur européen Vega.

### Satellites technologiques
- TSS (en) (1992 et 1996) satellites de 500 kg déployés depuis la navette spatiale américaine pour tester l'utilisation de longs câbles pour manœuvrer des satellites en orbite.
- MITA (Mini-Satellite Italiano a Tecnologia Avanzata) (2000) est un mini-satellite de 170 kg dont l'objectif principal est de tester une plateforme pour satellites de petite taille.
- La série des nano-satellites Unisat (it) (2000-) développée par des étudiants de l'université de Rome et utilisée pour tester des équipements dans l'environnement spatial.

### Télescopes spatiaux
- BeppoSAX (1996) est un observatoire spatial du rayonnement X (1-100 keV) de 900 kg développé avec des contributions du Pays-Bas
- AGILE (Astro-rivelatore Gamma a Immagini LEggero)  (2007) est un petit observatoire spatial chargé d'étudier le rayonnement gamma (30 MeV - 30 GeV) et les rayonns X dur (10 - 40 keV).

### Satellites d'application

#### Observations de la Terre
- COSMO-SkyMed (Constellation of Small Satellites for Mediterranean basin observation) (2007-2010) est une constellation de quatre satellites d'observation radar de 1,9 tonne utilisés pour la surveillance du territoire national et la prévention des désastres. Ces satellites sont également utilisés à des fins de défense du territoire.
- OpSIS est un projet de satellite expérimental de 800 kg destiné à mettre au point l'instrumentation d'un satellite d'observation optique à haute définition. La date de lancement n'est pas fixée.
- PRISMA (Precursore Iperspettrale della Missione Applicativa) est un projet de satellite d'observation optique innovant d'environ 500 kg combinant un senseur hyperspectral avec une caméra à moyenne résolution.
- SHALOM (Spaceborne Hyperspectral Applicative Land and Ocean Mission) est un système réalisé en coopération avec l'Agence spatiale israélienne, à vocation commerciale d'images hyperspectrales par satellite dont la mise en service opérationnel est prévue pour 2021.

#### Satellites de télécommunications
- SIRIO 1 et 2 (1977, 1982) sont des satellites de télécommunications géostationnaires expérimentaux spinnés. Le deuxième a été perdu à la suite de l'échec du lancement par une fusée Ariane 1
- Italsat 1 et 2 (1991, 1996) sont les deux premiers satellites de télécommunications géostationnaires opérationnels de l'Italie.

### Satellites militaires
- SICRAL 1 et 1B (2001 et 2009) sont deux satellites de télécommunications militaires en orbite géostationnaire.
- Athéna-Fidus (2014) est un satellite de télécommunications militaire en orbite géostationnaire développé conjointement avec la France. Il permet des communications à très haut débit notamment pour le transfert d'images recueillies par des drones.
- SICRAL 2 (2014) est également un satellite de télécommunications militaire en orbite géostationnaire développé conjointement avec la France. Les débits autorisés sont plus faibles mais par contre les communications sont mieux sécurisées.

### Lanceurs
L'Italie a initialement utilisé les fusées américaines Scout pour lancer ses premiers satellites nationaux. Les responsables ont tenté de développer une version locale plus puissante du lanceur Scout (Scout-2-TV) avec des propulseurs d'appoint à propergol solide issus du programme de la fusée Ariane 4 mais après un test le projet n'a pas eu de suite. Les militaires italiens ont commencé à développer un missile balistique de portée intermédiaire Alfa qui devait être embarqué sur navire mais le programme fut arrêté en 1975 à la suite de la signature par l'Italie du Traité sur la non-prolifération des armes nucléaires. Trois tests réussis du premier étage avaient eu lieu. Les développements dans le domaine se sont donc reportés sur des projets développés par l'Agence spatiale européenne.

## Les contributions au programme de l'Agence spatiale européenne
Avec une participation financière de 512 millions € (13,7 %), l'Italie est en 2016 le troisième contributeur de l'Agence spatiale européenne.

### Sondes spatiales interplanétaires
L'Italie joue un rôle important dans la fourniture des instruments scientifiques de la plupart des satellites scientifiques européennes (sondes spatiales, observatoires spatiaux, etc.).
Elle a contribué à :
- Cassini-Huygens

### Vol spatial habité
L'Italie a largement contribué au programme spatial habité en fournissant de nombreux modules habitables. L'établissement de Turin de Alcatel Alenia Space aujourd'hui Thales Alenia Space a ainsi construit la partie pressurisée du laboratoire  Spacelab embarqué dans la soute de la Navette spatiale américaine qui vole à 25 reprises. L'expérience acquise permet à l'entreprise italienne de fournir par la suite une grande partie du mécano de la Sstation spatiale internationale :
- Les modules pressurisés MPLM  Raffaello and Donatello et Leonardo utilisés par la navette spatiale américaine pour transporter le fret jusqu'à la station spatiale internationale. Depuis le retrait de la navette, Leonardo a été converti et fait désormais partie de la station spatiale.
- Les nœuds (modules pressurisés) Tranquility et Harmony
- La Cupola
- Le laboratoire européen Columbus.
- Le module pressurisé des quatre vaisseaux cargo européen ATV.

### Lanceurs
- Ariane :
- L'Italie finance et réalise près de 65 % du lanceur léger européen Vega

## Les astronautes italiens

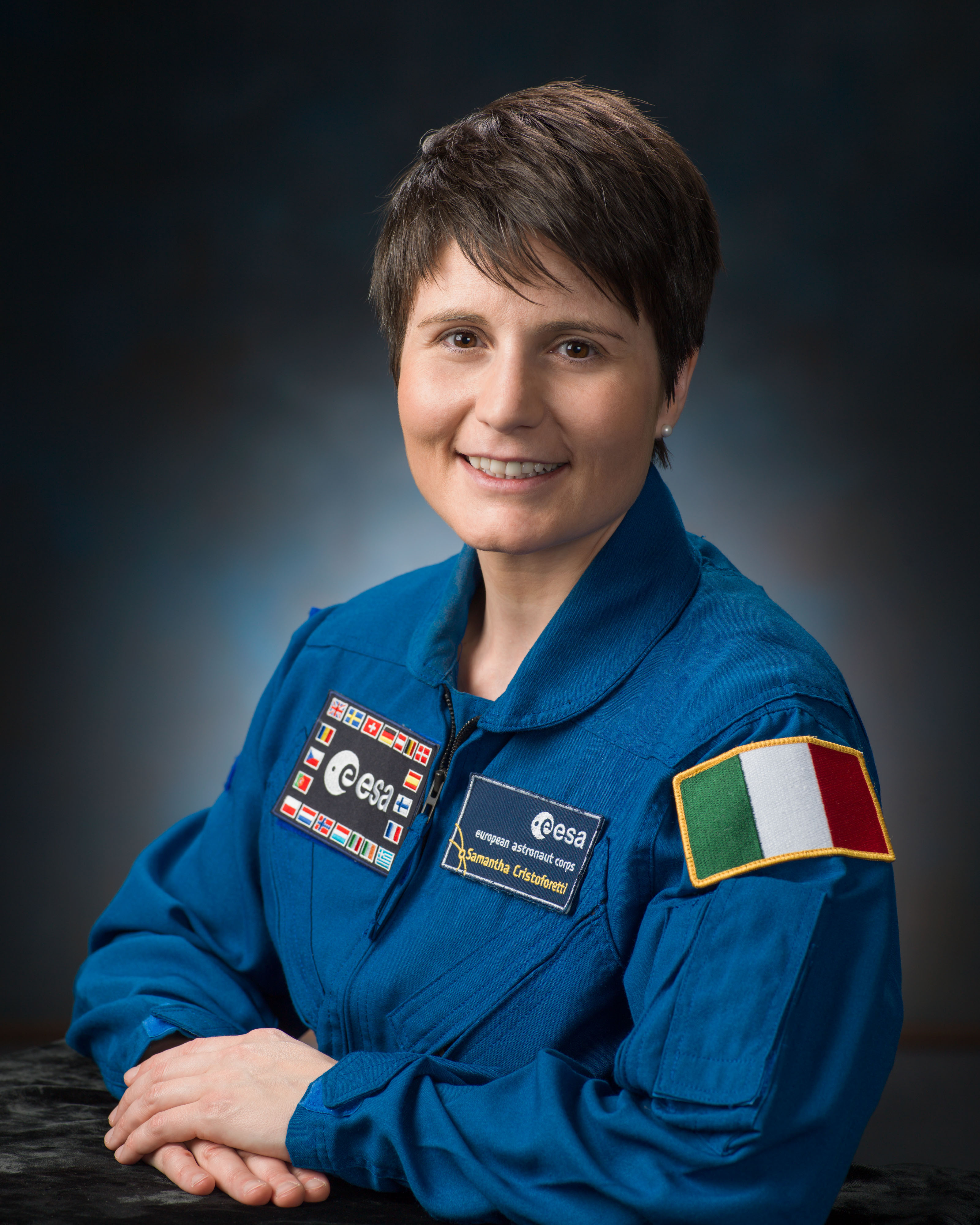
Samantha Cristoforetti est la première femme astronaute de l'Agence spatiale européenne.

Le corps des astronautes européens comprend en 2014 quatre ressortissants italiens. :
- Roberto Vittori a participé à plusieurs missions à destination de la Station spatiale internationale : Soyouz TM-33, Soyouz TM-34, Soyouz TMA-5, Soyouz TMA-6 et STS-134.
- Paolo A. Nespoli a participé à la mission de la navette spatiale STS-120 (23 octobre - 7 novembre 2007). Il a effectué un séjour de longue durée dans la station spatiale internationale du 15 décembre 2010 au 23 mai 2011.
- Luca Parmitano sélectionné en 2009 a fait partie de l'équipage permanent de la station spatiale entre finn mai 2013 et le 11 novembre 2013.
- Samantha Cristoforetti également sélectionnée en 2009 afin de faire partie de l'équipage permanent de la station spatiale. Elle s'envole à bord de Soyouz TMA-15M en novembre 2014 et revient sur Terre en juin 2015. Samantha Cristoforetti est la première femme astronaute de l'Agence spatiale européenne.

Trois autres astronautes italiens ne sont plus actifs :

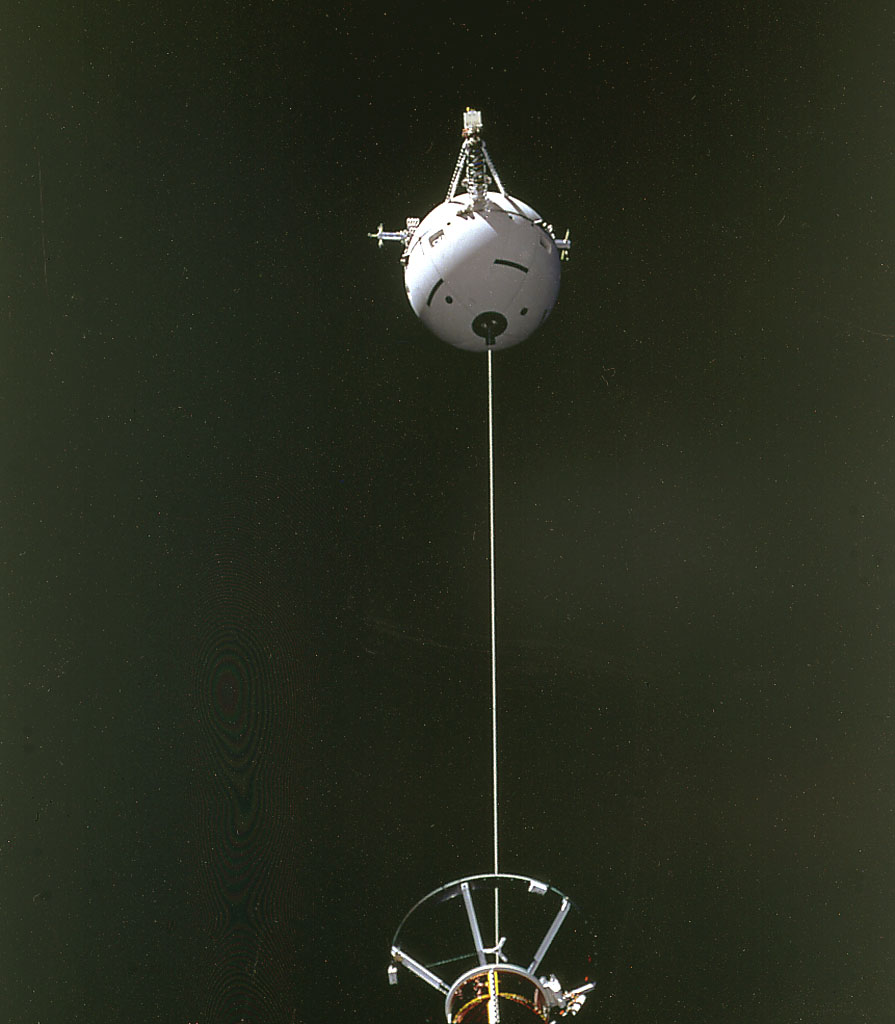
Déploiement du satellite TSS-1 depuis la navette spatiale américaine (1992).

- Franco Malerba est le premier astronaute italien. Il a participé à la mission  STS-46 (31 juillet - 7 aout 1992) en tant que spécialiste de mission pour la mise en œuvre du satellite  Tethered Satellite System.
- Umberto Guidoni a volé dans le cadre de la mission  STS-75 de la navette spatiale américaine (22 février - 9 mars 1996) comme spécialiste de mission pour le deuxième satellite  Tethered Satellite System. Il est également le premier astronaute européen à avoir travaillé dans la  Station spatiale internationale dans le cadre de la mission STS-100 (19 avril - 1er mai 2001).
- Maurizio Cheli faisait partie de la même mission qu'Umberto Guidoni en tant que spécialiste de mission à bord de  STS-75.

## Organisation

### Agence spatiale et instituts de recherche
Le programme spatial italien est piloté  par l'Agence spatiale italienne (en italien Agenzia Spaziale Italiana ou ASI) de création relativement récente (1988). L'ASI représente l'Italie au sein des instances européennes et internationales. En 2010, l'ASI dispose d'un budget de 700 M€. En 2013 400 millions € portent sur des projets de l'Agence spatiale européenne.

### Établissements de l'Agence spatiale européenne
L'Italie héberge un établissement de l'Agence spatiale européenne :
- L'ESRIN Institut européen de Recherches spatiales installé à Frascati, près de Rome, assure la collecte, le stockage et la distribution des données satellitaires aux partenaires de l'ESA et constitue un centre des technologies de l'information pour l'Agence européenne.

## L'industrie spatiale italienne
La société Selenia Spazio basée à Turin devenue Alenia Spazio, puis Alcatel Alenia Space, puis Thales Alenia Space est la principale entreprise italienne intervenant dans le spatial. Elle est le principal contributeur industriel européen de la Station spatiale internationale mais construit également des satellites de télécommunications et des satellites scientifiques. SELEX Galileo est le principal fournisseur italien d'équipements spécialisés tels que viseurs d'étoiles, horloges atomiques, instruments scientifiques, micro propulseurs...